# Rezső Dillinger
Rezső Dillinger (* 27. Juni 1897 in Petőháza; † 9. Dezember 1977 in Budapest) war ein ungarischer Eiskunstläufer, der im Paarlauf startete.
Dillinger war Mitglied des Budapesti Korcsolyázó Egylet (BKE). Mit seiner ersten Eislaufpartnerin Ilona Philipovits erreichte er 1930 bei der Europameisterschaft in Wien den vierten Platz.
Seine zweite Eislaufpartnerin war Lucy Galló. Erstmals auf internationaler Bühne traten sie bei der Europameisterschaft 1934 in Erscheinung. Dort wurden sie Vierte. 1935 gewannen sie sowohl bei der Europameisterschaft in St. Moritz wie auch bei der Weltmeisterschaft im heimischen Budapest die Bronzemedaille.
Nach Ende der Laufbahn wurde Dillinger Trainer bei Budapesti Sport Egyesület (BSE). Er entdeckte die Eiskunstlaufpaare Andrea Kékesy und Ede Király (Olympiazweite und Weltmeister) wie auch Marianna Nagy und László Nagy (Olympia- und Weltmeisterschaftsbronze). Als Erster wies er auf das Talent von Krisztina Regőczy und András Sallay hin.
Dillinger wurde 1973 zum Meistertrainer (ungarisch Mesteredző) ernannt. Er kam bei einem Verkehrsunfall im Obus ums Leben.

## Ergebnisse

### Paarlauf
(mit Lucy Galló)
| Wettbewerb / Jahr     | 1930 | 1931 | 1932 | 1933 | 1934 | 1935 |
| --------------------- | ---- | ---- | ---- | ---- | ---- | ---- |
| Weltmeisterschaften   |      |      |      |      |      | 3.   |
| Europameisterschaften | 4.*  |      |      |      | 4.   | 3.   |

* mit Ilona Philipovits